# Agonismo (política)
En filosofía política, el agonismo (del griego ἀγών, agón, «conflicto», «disputa») es una teoría política que destaca el conflicto y la confrontación como elementos esenciales de las democracias pluralistas. En lugar de buscar un consenso absoluto, propone gestionar las diferencias de manera constructiva, transformando el antagonismo en agonismo, es decir, en enfrentamientos legítimos entre adversarios que respetan las reglas democráticas.

## Conceptualización
El agonismo se opone a una rama de la concepción marxista de la política conocida como materialismo histórico. Marx habría estado de acuerdo con los agonistas de que la sociedad siempre había estado llena de conflictos, cuando escribió: "La historia de toda la sociedad hasta ahora existente es la historia de las luchas de clases". También pensaba que las causas del conflicto eran rasgos ineludibles de la sociedad actual, es decir, capitalista. Pero, en su opinión, la historia se desarrollaría de tal manera que eventualmente destruiría al capitalismo y lo reemplazaría con una sociedad armoniosa, que era su concepción del comunismo. Especialmente durante los años sesenta y setenta, muchas personas, incluyendo académicos, suscribieron una aproximación  marxista. Desde entonces, algunas de esas personas han llegado a la conclusión de que la "concepción materialista de la historia" no da suficientes razones para esperar que venga una sociedad armoniosa. Chantal Mouffe y Ernesto Laclau están entre los que han llegado al agonismo desde un trasfondo en el marxismo y los movimientos sociales de la segunda mitad del siglo XX.
Chantal Mouffe utiliza el concepto de pluralismo agonista para presentar una nueva forma de pensar la democracia, diferente de la concepción liberal tradicional de la democracia como una negociación entre intereses, y también diferente del modelo desarrollado por personas como Jürgen Habermas y John Rawls, quienes tienen en común la idea de que el objetivo de la sociedad democrática es la creación de un consenso y que el consenso es posible sólo si las personas pueden dejar de lado sus intereses particulares y pensar como seres racionales. Sin embargo, señala Mouffe, si se desea el fin del conflicto y que la gente sea libre, siempre se debe tener en cuenta la posibilidad de que el conflicto pueda aparecer y proporcionar una arena donde las diferencias puedan ser enfrentadas, como parte del proceso democrático. El agonismo, entonces, parte de que no hay fines objetivos y universales, evidentes y buenos para todos, sobre los cuales edificar la democracia, entendida como el sistema que mejor pone de manifiesto la pluralidad de las sociedades contemporáneas. Para el agonismo, una sociedad es más democrática cuando permite la lucha entre proyectos alternativos que, no obstante, comparten determinadas reglas del juego.

La política tiene que ver con el conflicto y la democracia consiste en dar la posibilidad a los distintos puntos de vista para que se expresen, disientan. El disenso se puede dar mediante el antagonismo amigo-enemigo, cuando se trata al oponente como enemigo –en el extremo llevaría a una guerra civil– o a través de lo que llamo agonismo: un adversario reconoce la legitimidad del oponente y el conflicto se conduce a través de las instituciones. Es una lucha por la hegemonía.
Chantal Mouffe

De manera similar, William E. Connolly acuñó el concepto de democracia agonista para identificar formas positivas de involucrar ciertos aspectos del conflicto político. Connolly propone un ethos positivo de compromiso, que podría ser utilizado para debatir las diferencias políticas. El agonismo se basa en la contestación, pero en un espacio político donde el discurso es más de respeto que de violencia. Sin embargo, Connolly es cauteloso al especular si esta imaginación podría hacerse realidad, porque afirma que el valor de esa especulación está sobrevalorada. Además, sus críticas a la teoría de la justicia de John Rawls y a la teoría de Jürgen Habermas sobre la democracia deliberativa han generado una gran cantidad de nueva literatura en esta área. Su obra “Identidad\Diferencia” contiene una mirada exhaustiva a las posibilidades positivas a través de la contestación democrática.
Las obras de Theodor Adorno y Michel Foucault han invocado también concepciones de agonismo y agón en un sentido más crítico, más allá de la contrahegemonía política. Aunque este uso del agonismo ha sido ignorado en gran medida, ha sido explorado en cierta medida por Claudio Colaguori en "Agon Culture: Competition, Conflict and the Problem of Domination". Para Colaguori, el ‘’agon’’ es literalmente el escenario de la competencia y la contienda, y el lugar del conflicto entre adversarios. La filosofía del agonismo afirma la idea de que la trascendencia, la verdad y el crecimiento se generan a partir del resultado de contiendas. Considera que el concepto de agonismo es a menudo entendido en un sentido positivo o afirmativo, ya sea como un principio general de la economía (competencia económica), de la sociedad (competición) o incluso de la ecología (competencia ecológica) y el crecimiento personal (competencia personal), mientras que su relación instrumental al modo de destrucción rara vez se reconoce. El agonismo forma parte del orden social instituido donde la sociedad "se produce y se reproduce precisamente a partir de la interconexión de los intereses antagónicos de sus miembros" (Adorno, 1974).